# Przemysł różany w Bułgarii

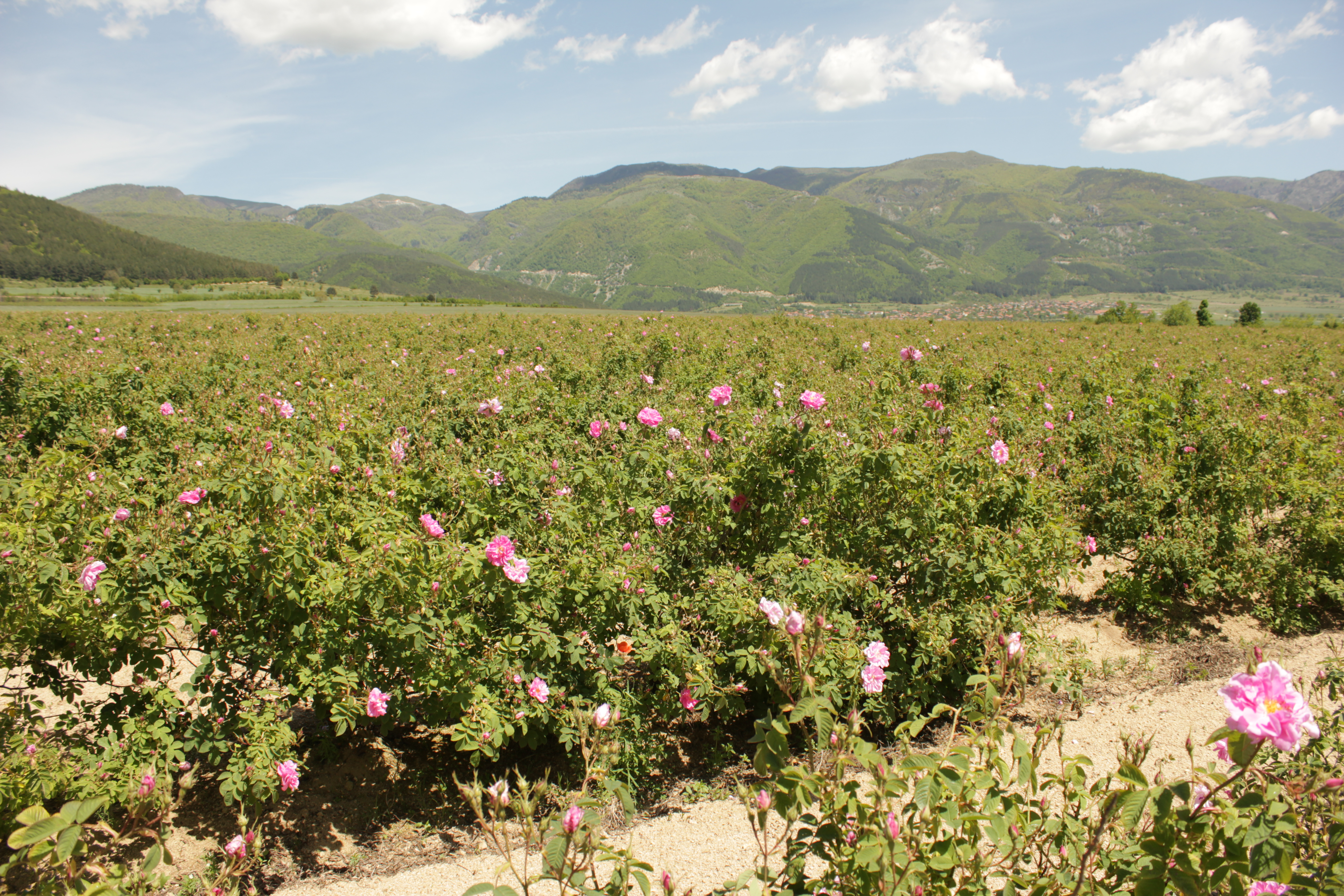
Dolina Róż

Przemysł różany w Bułgarii – gałąź przemysłu kosmetycznego skupiająca się na produkcji olejku różanego z uprawianych tu od XVII wieku w Kotlinie Kazanłyckiej róż damasceńskich (Rosa damascena) odmiany Tringipetala.

## Historia

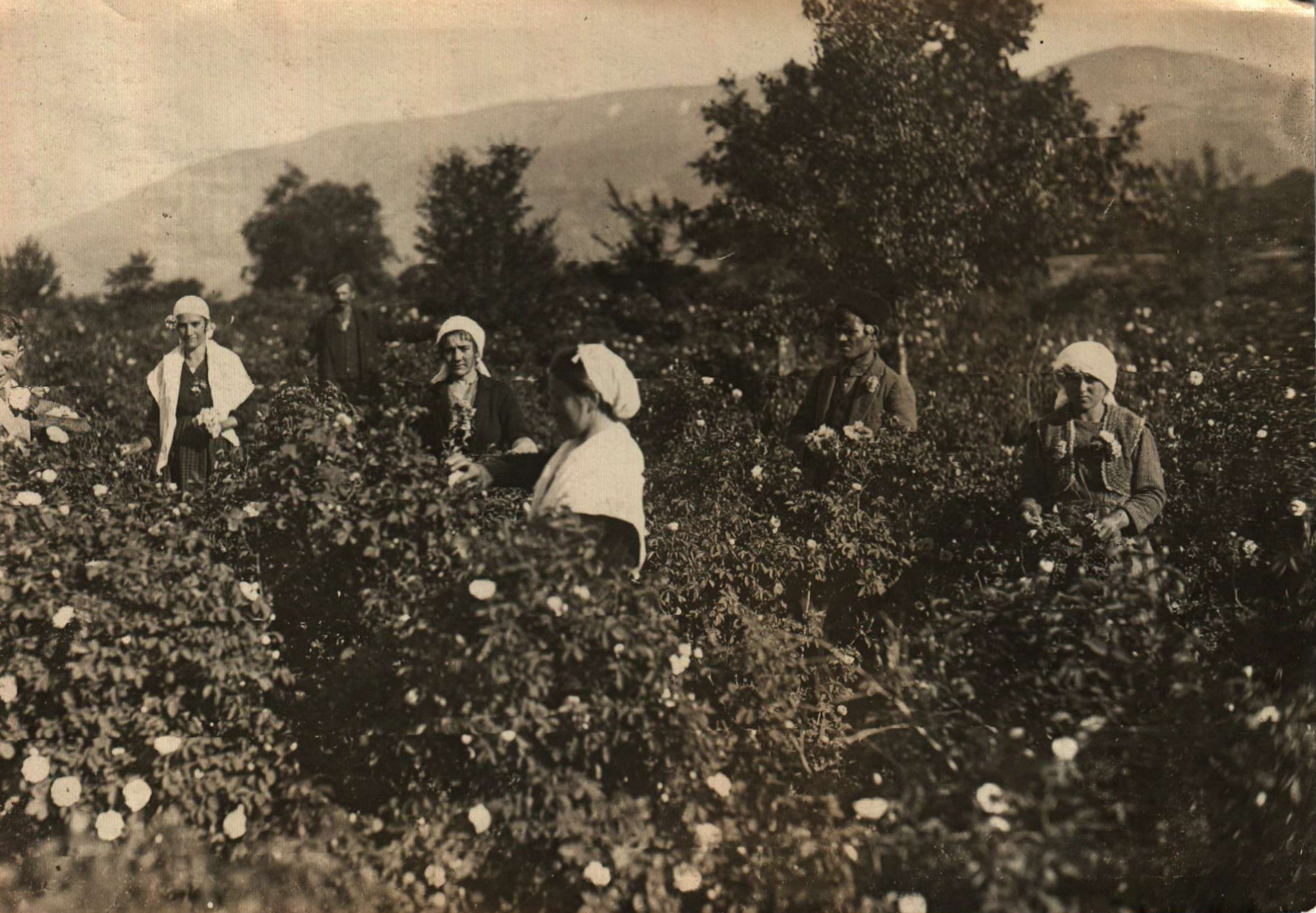
Zbiór płatków róży w połowie XX wieku

W 1712 w Karłowie oraz w Edirne powstały pierwsze ogrody różane. Intensywny rozwój plantacji miał miejsce od początku XVIII wieku. Róże sprowadzono z okolic Damaszku do Kotlin Zabałkańskich ze względu na panujące w nich korzystne warunki do uprawy, w tym wysoką amplitudę temperatur między dniem a nocą, dzięki którym rośliny produkują duże ilości olejku.
W 1820 Donczo Papazoglou otworzył pierwszą fabrykę olejku różanego w Kazanłyku. Następnie jego dwaj synowie rozwijali tę działalność, rozszerzając ją też o rynki międzynarodowe. W połowie XIX wieku próbowano wprowadzić nowe uprawy w innych częściach Bułgarii – w okolicach Eleny, Trjawny, Carewej lidawy oraz Dupnicy – lecz mroźne zimy uniemożliwiły przetrwanie róży damasceńskiej. W 1892 Aleksandyr Papazow utworzył w Płowdiwie pierwszą bułgarską fabrykę perfumeryjną. W 1907 Konstatin Małkow założył stację badawczą, przekształconą w 1967 w Institut po rozata i etericznomaslenite kułturi (ang. Institute of Roses, Essential and Medical Cultures, Instytut Róż i Roślin Olejkodajnych), który zajmuje się badaniami i hodowlą nowych odmian róż i innych roślin, z których produkuje się olejki eteryczne, tworzeniem banku genów, a także metodami przeróbki.
Po II wojnie światowej produkcja olejku została upaństwowiona. Uprawy róż osiągnęły maksymalne rozmiary w latach 70. XX wieku – ok. 3500 ha. Po transformacji ustrojowej w latach 90. XX wieku plantacje zostały ponownie podzielone między prywatnych właścicieli. W tym czasie brak inwestycji spowodował znaczące zmniejszenie się powierzchni upraw. Dopiero pod koniec lat 90. zaczął się ponowny rozwój przemysłu różanego, niektórzy duzi plantatorzy zaczęli inwestować we własne destylarnie, by mieć pełną kontrolę nad całym cyklem produkcyjnym. W 2008 areał upraw dorównał rekordowym latom 70. XX wieku, a pierwsza dekada XXI wieku przyniosła też bezpośrednie inwestycje dużych firm perfumeryjnych i dywersyfikację handlu międzynarodowego. Pod koniec tej dekady przemysł różany zatrudniał ok. 65 tys. osób, a uprawy koncentrowały się w obwodach Stara Zagora (42% powierzchni), Płowdiw (41% powierzchni) i Pazardżik (15% powierzchni).

## Produkcja

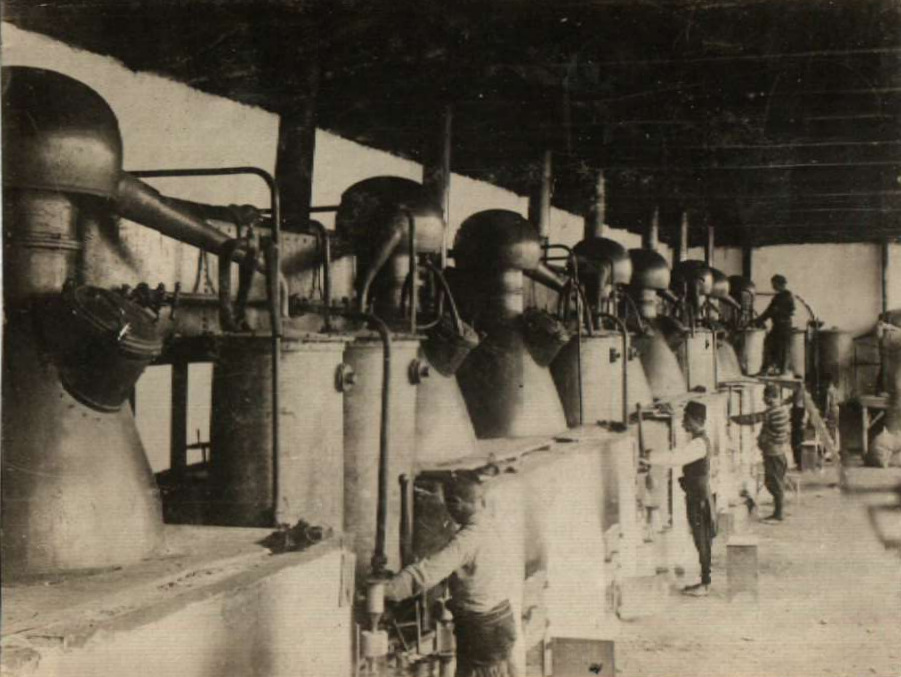
Gjułpani wykorzystywane w produkcji olejku różanego

Plantacje róż wymagają 3 lat, żeby dać dobre zbiory. Czas trwania ich pełnej produkcji jest nie większy niż 15 lat. Olejek różany oraz wodę różaną wytwarza się przez destylację różowych płatków kwiatu róży damasceńskiej. Technologia ta została przyniesiona na ziemie bułgarskie w XVIII wieku z Persji i Indii. Z czasem, aby zwiększyć ilość i poprawić jakość olejku różanego, modernizowano maszyny używane do ich produkcji oraz zaczęto stosować podwójną destylację. W 1902 w Karłowie zbudowano pierwszą w Bułgarii fabrykę wykorzystującą destylację z parą wodną płatków róży. Typowy proces wyglądał następująco: do alembików o pojemności ok. 90 l ładowano ok. 10 kg kwiatów i 75 l wody, a następnie przez ok. 1,5 godziny gotowano na dużym ogniu. Odprowadzona para wodna skraplała się w prostej chłodnicy (rurce przechodzącej przez kocioł zasilany stale zimną wodą) i była zbierana w odbiorniku. Zazwyczaj zbierano ok. 10 l płynu (czasem ok. 15 l, ale wtedy olejek był bogatszy w stearopteny). Zużyte kwiaty wyrzucano, a do alembika ładowano świeżą porcję, dopełniając ubytek wody. Po zebraniu ok. 40 l destylatu poddawano go powtórnej dystylacji, zbierając pierwsze 5 l, które wlewano do butelki o długiej, wąskiej szyjce. Pozostałe 35 l zawracano z powrotem do alembików. Drugi destylat miał postać mętnej zawiesiny kropelek olejku w wodzie; po odstaniu lżejszy olejek zbierał się w szyjce, skąd był zbierany.
Współcześnie róże po zbiorach są wywożone ciężarówkami do zakładów, następnie świeże wsypywane do kadzi z wodą, w których gotuje się je przez kilka godzin. Do ogrzania destylatora używa się drewna zamiast węgla. Aby wyprodukować 1 kg olejku różanego, potrzeba 3000–6000 kg płatków róży.
Naczynia, w których przewozi się i eksportuje olejek, nazywają się kunkumi. Wykonane są z blachy miedzianej, a w górnej i dolnej części są ocynowane. Mogą pomieścić od 20 g do 5 kg. Do przechowywania olejku różanego używa się kunkumi mogących pomieścić 5–120 kg tego produktu.
| Rok  | Powierzchnia upraw (ha) | Wielkość produkcji (tony) |
| ---- | ----------------------- | ------------------------- |
| 2003 | 1664,5                  | 3652                      |
| 2004 | 1745,4                  | 4643                      |
| 2005 | 1958,7                  | 5559                      |
| 2006 | 2522,0                  | 5837                      |
| 2007 | 2790,2                  | 7983                      |
| 2008 | 2971,6                  | 7837                      |
| 2009 | 2944,3                  | 7677                      |
| 2010 | 3695,3                  | 8547                      |
| 2011 | 3115,5                  | 7523                      |
| 2012 | 3007,1                  | 8554                      |
| 2013 | 3225,0                  | 8681                      |
| 2014 | 3226,0                  | 10125                     |

Roczna produkcja olejku w Bułgarii pod koniec lat 90. XX i w pierwszej dekadzie XXI wieku wahała się od 870 do 2000 kg rocznie (z wyjątkiem 2002, gdy wyniosła tylko 650 kg). W latach 2001–2008 eksportowano od 1020 do 1800 kg rocznie, przy równoczesnym wzroście cen z 3217 euro za kilogram w 2001 do 4600 €/kg w 2008. Bułgaria i Turcja zaspokajają ok. 90% światowego zużycia olejku różanego; największymi importerami bułgarskiego olejku są Francja, USA, Japonia, Irlandia i Wielka Brytania.